# Bruno Holenweger
Bruno Holenweger, född den 7 augusti 1965 i Lachen, är en schweizisk tidigare bancyklist som var professionell från 1987 till 1992. Under karriären vann han två sexdagarslopp och blev silvermedaljör i madison vid europamästerskapen säsongen 1989/1990.

## Meriter

### Europamästerskap ("Vintermästerskapen")[1]
1987/1988
 2:a i madison med Daniel Wyder

### Sexdagarslopp
1989/1990
Vinnare av Berlins sexdagars (jan.) med Volker Diehl
1990/1991
2:a i Kölns sexdagars (dec./jan.) med Pierangelo Bincoletto
2:a i Köpenhamns sexdagars (feb.) med Pierangelo Bincoletto
3:a i Bremens sexdagars (jan.) med Volker Diehl
1991/1992
Vinnare av Kölns sexdagars (dec./jan.) med Remig Stumpf
2:a i Zürichs sexdagars (nov./dec.) med Etienne De Wilde
2:a i Bremens sexdagars (jan.) med Urs Freuler